# Mistrovství světa v biatlonu 1959
2. mistrovství světa v biatlonu se konalo 18. a 22. března 1959 v italském městě Courmayeur.

## Program
Na programu mistrovství byly dvě mužské disciplíny – vytrvalostní závod na 20 km a štafeta. Penalizací za netrefený terč ve vytrvalostním závodě bylo přičtení dvou trestných minut. Stejně jako na prvním mistrovství byly výsledky štafet tvořeny součtem tří nejlepších závodníků dané země. Stále měla soutěž neoficiální charakter.
| Den | Datum      | Disciplína         |
| --- | ---------- | ------------------ |
| Ne  | 21. března | Vytrvalostní závod |
| Ne  | 21. března | Štafeta            |

## Medailisté

### Muži
| Disciplína                         | Zlato                                                            | Výkon             | Stříbro                                     | Výkon             | Bronz                                              | Výkon             |
| Vytrvalostní závod (20 km) detaily | Vladimir Melanin                                                 | 1:41:05 (4+4+0+2) | Dmitrij Sokolov                             | 1:41:15 (2+2+0+4) | Sven Agge                                          | 1:43:23 (4+2+0+0) |
| Štafeta (3×20 km)                  | Sovětský svaz Vladimir Melanin Dmitrij Sokolov Valentin Pšenicin | 5:10:27           | Švédsko Sven Agge Adolf Wiklund Sture Ohlin | 5:26:11           | Norsko Henry Hermansen Ivar Skogsrud Rolf Graterud | 5:33:47           |

## Medailové pořadí

### Medailové pořadí zemí
| Pořadí | Země          | Zlato | Stříbro | Bronz | Celkově |
| ------ | ------------- | ----- | ------- | ----- | ------- |
| 1.     | Sovětský svaz | 2     | 1       | 0     | 3       |
| 2.     | Švédsko       | 0     | 1       | 1     | 2       |
| 3.     | Norsko        | 0     | 0       | 0     | 1       |
|        | Celkem        | 2     | 2       | 2     | 6       |